# Thérèse Coffey
Thérèse Anne Coffey, baronessa Coffey (ur. 18 listopada 1971 w Billinge) – brytyjska polityk, członkini Partii Konserwatywnej, posłanka do Izby Gmin z okręgu Suffolk Coastal w latach 2010–2024. Od 8 września 2019 6 września 2022 do zajmowała stanowisko ministra pracy i emerytur w drugim gabinecie Borisa Johnsona. Wicepremier oraz minister zdrowia i opieki społecznej (2022), następnie minister środowiska, żywności i spraw wsi (2022–2023). Par dożywotni.

## Życiorys
Uzyskała stopień naukowy doktora w dziedzinie chemii na University College London. Pracowała jako dyrektor finansowy Mars Drinks UK, należącej do Mars Incorporated, oraz jako menadżer dla BBC.
Bez powodzenia startowała w 2005 roku wyborach do Izby Gmin z okręgu Wrexham. W wyborach do Parlamentu Europejskiego w 2004 i 2009 roku kandydowała z okręgu South East. W obu tych wyborach nie została wybrana. W 2009 zajęła piąte miejsce wśród kandydatów Partii Konserwatywnej, która w tym okręgu zdobyła cztery mandaty.
W 2010 roku została wybrana posłem do Izby Gmin z okręgu Suffolk Coastal. Uzyskała reelekcję w 2015, 2017 i 2019 roku.
8 września 2019, po rezygnacji poprzedniczki na tym stanowisku, Amber Rudd, została nominowana na stanowisko ministra pracy i emerytur. 6 września 2022, po dymisji Borisa Johnsona, weszła w skład gabinetu Liz Truss – gdzie objęła stanowiska wicepremiera oraz  minister zdrowia i opieki społecznej. W kolejnym gabinecie, kierowanym przez Rishiego Sunaka, pełniła funkcję ministra minister środowiska, żywności i spraw wsi. 13 listopada 2023 zakończyła urzędowanie na tym stanowisku.
W 2024 nie została ponownie wybrana do Izby Gmin.
4 lipca 2024 otrzymała Order Imperium Brytyjskiego II klasy (Dame Commander – DBE).
W grudniu 2024 została powołana w skład Izby Lordów jako par dożywotni, otrzymując tytuł baronessy.

## Źródła
- Profil na stronie Parlamentu. www.parliament.uk. [dostęp 2025-01-19]. (ang.).